# 歌経標式
『歌経標式』（かきょうひょうしき）とは、奈良時代の人物である藤原浜成が著した歌論書。歌論書としては現存最古のもので、歌病論のはしりともなった。

## 概要
中国の詩学をもとにしてそれを和歌に応用し、和歌とはどのようにあるべきかを論じたもの。『和歌作式（喜撰式）』『和歌式（孫姫式）』『石見女式』と併せて「和歌四式」、或いは『石見女式』を除いて「和歌三式」の一つとなっており、これらを書名とする本も少なくない。
序文では「名づけて歌式と曰ふ」と記されているので本来の書名は『歌式』であり、『歌経標式』とは後代に名付けられたものかとされる。「歌式」とは中国の『詩式』に倣ったものと考えられる。「歌経」は『詩経』に依ったものかとされる。「標式」の語源は定かではないが、「歌の方式・規則などを標目として示す」といった意味かとされる。ほかに『浜成式』『浜成の（が）式』として諸書に引用されてきた。
序文には歌の効用、起源や本書の成立事情を述べ、『詩経』など六朝期の「韻」に関する詩学を和歌に適用しようとしたことがわかる。本文前半に「歌病」、後半に「歌体」と題し、整然とした構成をなす。和歌は借字（万葉仮名）で記され、歌病には「頭尾」「胸尾」「腰尾」「黶子」「遊風」「同声韻」「遍身」、歌体には「求韻」「査体」「雅体」がありそれぞれが更に細分される。しかしこれらを実際の和歌作品に当てはめてみると、適切な批評とはなっていないとされる。しかもある基準で「得」（よろしい）とされた歌が、別の基準では「失」や「病」（問題あり）に当てはまる例が少なくない。それは中国語で作られた漢詩の理論を日本語で詠まれる和歌に援用したことにより、無理が生じたともいえる。
『万葉集』には「雑歌」「相聞」「挽歌」という部立や「長歌」「短歌」「旋頭歌」といった形式上の分類が見られるが、この「長歌」「短歌」「旋頭歌」は本書の「長歌」「短歌」「双本」という分類と一致する。なお万葉集に収録されていない和歌、一部語句が異なる和歌も収録されている。

## 成立
本書の成立は浜成自身の発案であるかのような記述が序文に見られるが、跋文では勅撰であるかのように記されている。一方本書を偽書であるとする説もあるが、偽書と断定するほどの証拠はない。序文には宝亀3年（772年）5月7日、跋文には同月25日の日付があり、光仁天皇の代に奉られたものとされる。10世紀前半に成立したとされる『和歌作式（喜撰式）』『和歌式（孫姫式）』に近い形式をもち、遅くともそれらと同時代かそれ以前の成立と推定される。
抄本系の成立時期は、和歌の音韻の上では10世紀後半以降とされる。

## 引用和歌
「歌経標式」には34首の和歌を例として引用している（部分引用を含む）。その半分以上は『万葉集』に見えないものである。『万葉集』に見える歌であっても、作者名や句に異同が多い。
引用の多くが一字一音の万葉仮名によって表記してあるため、『万葉集』の漢字の読みを決定するために有用である。

## 評価
和歌に対して「韻」や「音」に注目したことは、序詞や掛詞への再認識を促す契機になったと考えられる。それは「謎歌」という言語遊戯への注視ともつながり、『万葉集』巻第十六の「戯笑歌」や『古今和歌集』の「物名」とも関連する。「歌病」の制定は本書では有効ではなかったが、後世の歌学史において大きな位置を占めた。また「直語」（日常言語のこととされる）への忌避は、和歌は「歌語」でもって詠まれるべきことを表明したものである。その他「歌体」、比喩的表現への注視も注目される点である。

## 諸本
真本系と抄本系の2種類がある。抄本系は真本系の抄出で他書の一部の引用を含むものもあり、甲・乙・丙の3系統に分けられる。真本系は一時姿を消し抄本系の伝本のみ世に広まっていたので、『歌経標式』は偽書であると疑われもしたが、真本系である竹柏園本（天理図書館蔵）が見つかって本書が紛れも無いものとして認められた。ただし竹柏園本の本文には誤脱などを含むので校勘が必要とされる。真本系にはほかに東京国立博物館本もあるが、これは江戸時代ごろの書写である。